# Alexandre-Théophile Vandermonde
Alexandre-Théophile Vandermonde (28. února 1735 Paříž – 1. ledna 1796 Paříž) byl francouzský matematik, chemik a hudebník. Jeho jméno je nyní spojeno především s teorií determinantů v matematice.
V roce 1771 se stal členem Francouzské akademie věd.

## Dílo
- Mémoire sur la résolution des équations (1771)
- Remarques sur des problèmes de situation (1771)
- Mémoire sur des irrationnelles de différens ordres avec une application au cercle (1772)
- Mémoire sur l'élimination (1772)
- Système d'harmonie applicable a l'état actuel de la musique (1778)